# Age of Empires II
Age of Empires II: Age of Kings — відеогра жанру стратегії в реальному часі, розроблена Ensemble Studios і видана Microsoft, друга гра в серії Age of Empires. Випущена в 1999 році для операційних систем Microsoft Windows і Macintosh. Розширення, The Conquerors, було видане в 2000 році. Версія PlayStation 2 була випущена Konami в 2001 році. Age of Empires: The Age of Kings для Nintendo DS була розроблена Backbone Entertainment в 2006 році. Також планувався порт на Dreamcast від Konami, але він був скасований.
Дія Age of Kings відбувається в історичному сетингу, що умовно охоплює епоху середньовіччя. Гравець управляє поселеннями однієї з 16 (з усіма доповненнями — 27) представлених націй, добуваючи ресурси та відбудовуючи поселення за допомогою робочих, розвиває економіку, вивчає нові технології і створює армію. Основна мета гри — знищити своїх суперників, які паралельно розвивають свою націю на прилеглій території. Попри те, що в Age of Kings використовувався той же гральний рушій і аналогічний код попередньої гри, розробка Age of Kings зайняла на рік довше, ніж очікувалося, змусивши Ensemble Studios випустити Age of Empires: The Rise of Rome в 1998 році. Команда розробників зосередилася на вирішенні значних проблем в Age of Empires, але зазначила, що деякі проблеми залишилися.
Оцінки критиків Age of Kings були дуже позитивними. Було відзначено велику кількість нових функцій, так само як і поліпшення геймплею. Деякі рецензенти, однак, критикували юнітів — вони були сприйняті як м'які й нецікаві, в той час як інші вважали Age of Kings занадто схожою на свою попередницю Age of Empires. Через три місяці після випуску було продано 2 мільйони копій The Age of Kings. Ця цифра перевищила графіки продажів в семи країнах. Гра виграла безліч нагород і сьогодні вважається класикою свого жанру, давши значний поштовх до розвитку стратегій в реальному часі. І оригінальна Age of Empires II, і пакет розширення, пізніше були випущені у складі видання «The Gold Edition».
У квітні 2013 року була випущена оновлена версія гри під назвою Age of Empires II: HD Edition, розповсюджувана через сервіс Steam для операційних систем Windows. HD Edition містить як оригінальну гру, так і розширення The Conquerors, а також оновлену графіку з підтримкою високої роздільної здатності монітора. Оновлена гра підтримує користувацький контент зі Steam Workshop і багатокористувацький режим, що надається через Steam-сервери. Були випущені три доповнення для HD Edition: The Forgotten в 2013, The African Kingdoms в 2015 та Rise of the Rajas в 2016.

## Ігровий процес

Поселення франків у Феодальну добу

### Основи
Age of Kings фокусується на битвах військ історичних націй, для чого гравець повинен розбудовувати поселення, збирати ресурси, замовляти й удосконалювати армії, та зрештою, знищити ворожі сили. Кожна нація володіє унікальними військами, спорудами а ігровими механіками Впродовж гри нація проходить через чотири історичні доби: Темну добу, Феодальну, Добу фортець (Високе Середньовіччя) і Імперську добу, яка відповідає епосі Відродження. Перехід в нову добу стає можливим, коли гравець володіє вказаними будівлями і запасом ресурсів, і відкриває нові військові підрозділи, будівлі та технології.
На початку гравець володіє міським центром, робітниками (поселенцями) та розвідником. Робітники збирають ресурси та зводять поселення зі споруд, де замовляються цивільні та військові одиниці, об'єднані поняттям «юніт». Існує чотири види ресурсів: їжа, дерево, золото і камінь. Їжа головним чином витрачається на найм нових робітників і воїнів, а також вивчення багатьох початкових вдосконалень. Отримується забоєм диких і свійських тварин, рибальством, збиральництвом ягід або з ферм. Проте ґрунт з часом виснажується і гравець мусить будувати нову ферму. Дерево необхідне здебільшого для будівництва, створення кораблів та облогових знарядь, добувається вирубкою лісу. Камінь — для будівництва стін і деяких пізніх споруд. Золото потрібне для найму деяких військ і вивчення вдосконалень. Ресурси приносяться до міського центру, або побудованих поблизу складів. Побудувавши ринок, гравець отримує змогу обмінювати одні ресурси на інші та отримувати додаткове золото від караванів, що курсують між цим та іншим ринками. Що більша відстань між ними — тим більший прибуток. У багатьох будівлях можна вивчити вдосконалення економіки, найму військ чи параметрів юнітів.
Всі юніти замовляються по одному, але гравець може об'єднувати їх у групи. Крім робітників, наймаються інші цивільні, такі як лікарі, та війська: піхотинці, стрільці, вершники, облогові знаряддя та кораблі. Гравець може призначити їм поведінку: патрулювати місцевість, охороняти позицію, або слідувати за вказаним ворожим чи дружнім юнітом. Війська можуть по-різному шикуватися, а в таких спорудах як міські центри, стайні чи замки, можливо розміщувати гарнізон. Існує ліміт на кількість населення, що збільшується зведенням «жител» та низки інших споруд.
В Age of Kings гравцеві доступні додаткові ігрові режими. В Стандартному режимі генерується карта місцевості за обраними параметрами, на якій гравці починають гру в Темній добі. Гра може бути виграна завдяки знищенню ворога, створенням і утриманням певний час спеціальної будівлі — «Чуда», або отримавши контроль над всіма реліквіями на карті за певну кількість часу. Режим Deathmatch дозволяє гравцям починати з великою кількістю ресурсів, роблячи акцент на військовому пануванні, в той час як в режимі Царевбивці кожному гравцеві дається король, виграти можливо тільки вбивши всіх інших монархів.

### Нації
Гравці обирають одну з 13 націй, розділених на чотири архітектурні стилі, залежно від регіону: західноєвропейський, східноєвропейський, середньосхідний і далекосхідний. Ці стилі визначають зовнішній вигляд будівель, навіть якщо вони однакові за функціями. Кожна нація має різні сильні та слабкі сторони щодо економіки, технологій і військ, і кожна має доступ до різноманітних унікальних юнітів. Крім того, кожна цивілізація отримує індивідуальний командний бонус в командних іграх. Юніти кожної нації мають набір звуків на своїй рідній мові, які вимовляються юнітами, коли вони вибрані чи направленні на виконання завдання. Після просування до Імперської доби гравці можуть також побудувати «Чудо», надзвичайно дорогу невійськову будівлю, наявність якої забезпечує перемогу. У багатьох режимах гри створення «Чуда» запускає зворотний відлік до перемоги. Якщо його доти буде знищено, відлік скасовується. «Чудо» кожної нації є реальною будівлею відповідної нації.
| Регіон         | Нація      | Особливості | Чудо                    |
| -------------- | ---------- | --- | ----------------------- |
| Західна Європа | Британці   | Володіють ефективними лучниками. Робітники добувають їжу скотарством на 25 % швидше. За Доби фортець зведення нових міських центрів на 50 % дешевше. Командний бонус: лучники наймаються на 20 % швидше. | Аахенський собор        |
| Західна Європа | Кельти     | Мають сильну піхоту й облогові знаряддя. Піхотинці на 15 % швидше рухаються. Робітники добувають дерево на 15 % швидше. Облогові знаряддя атакують на 20 % швидше. Ворожа худоба може бути захоплена кельтами. Командний бонус: майстерні облогових знарядь працюють на 20 % швидше.                                                                 | Скеля Кашел             |
| Західна Європа | Франки     | Спеціалізуються на кавалерії. Вдосконалення франкських ферм безкоштовні. Робітники збирають ягоди на 25 % швидше. Замки на 25 % дешевші. Вершники мають додаткові 20 % здоров'я. Командний бонус: лицарі мають більший радіус огляду. | Реймський собор         |
| Східна Європа  | Готи       | Мають сильну піхоту, що ефективніша за стандартну проти будівель і на 35 % дешевша в Феодальну добу. Робітники швидше забивають диких кабанів і можуть переносити на 15 % більше їжі з полювання. За Імперської доби мають додаткові 10 очок населення. Командний бонус: бараки працюють на 20 % швидше.                                             | Лаахське абатство       |
| Східна Європа  | Тевтони    | Зосереджені на обороні та мають сильну піхоту. Ферми на 33 % дешевші. Монахи лікують вдвічі швидше. Башти вміщують вдвічі більший гарнізон. Вивчення дір-убивців безкоштовне. Командний бонус: юніти стійкі до захоплення ворогами. | Мавзолей Теодоріха      |
| Східна Європа  | Вікінги    | Мають сильну піхоту і флот. Створення кораблів дешевшає з кожною добою. Піхотинці збільшують запас здоров'я з кожною добою. Вдосконалення обсягу перенесення ресурсів робітниками безкоштовні. Командний бонус: доки на 15 % дешевші. | Боргундська ставкірка   |
| Середній Схід  | Візантійці | Спеціалізуються на обороні. Їхні будівлі мають більший запас міцності, ніж у решти націй. Розвиток до Імперської доби на 33 % дешевший. Вершники наймаються на 25 % швидше. Ударні кораблі атакують на 20 % швидше. Командний бонус: монахи лікують на 50 % швидше.                                                                                  | Софійський собор        |
| Середній Схід  | Перси      | Зосереджені на використанні кавалерії. Мають на старті більше їжі та дерева. Міські центри й доки володіють подвійним запасом міцності та з кожною добою працюють швидше. Командний бонус: лицарі ефективніші проти лучників. | Велика мечеть в Самаррі |
| Середній Схід  | Сарацини   | Мають сильних вершників і флот. Націнка на обмін ресурсами лише 5 % замість стандартних 30 %. Транспортні кораблі вдвічі міцніші та місткіші. Галери атакують на 20 % швидше. Кінні вершники ефективніші проти будівель. Командний бонус: піші лучники ефективніші проти будівель.                                                                   | Мечеть Селіміє          |
| Середній Схід  | Турки      | Володіють сильними стрільцями з вогнепальної зброї, які мають на 25 % більше здоров'я. Технології, пов'язані з вогнепальною зброєю, на 50 % дешевші, а вивчення пороху безкоштовне. Золото добувається на 15 % швидше. Вдосконалення легких гусарів і гусарів безкоштовне. Командний бонус: стрільці з вогнепальної зброї наймаються на 20 % швидше. | Такі-Кісра              |
| Далекий Схід   | Китайці    | Спеціалізуються на лучниках. Мають на старті 3 додаткових робітника, але мало їжі та дерева. Натомість міський центр надає 10 очок населення замість стандартних 5. Дослідження технологій швидше з кожною історичною добою. Китайський вибуховий корабель має на 50 % більше міцності. Командний бонус: ферми дають на 25 % більше їжі.             | Храм Неба               |
| Далекий Схід   | Японці     | Мають сильну піхоту, що в Феодальну добу атакує на 25 % швидше. Риболовецькі човни мають подвійний запас міцності, броню від пронизуючих атак, і з кожною добою працюють швидше. Командний бонус: галери мають на 50 % більший радіус огляду. | Монастир Тодай          |
| Далекий Схід   | Монголи    | Зосереджені на використанні кінних лучників, які атакують на 20 % швидше. Вершники ближнього бою мають 30 % додаткового здоров'я. Робітники добувають їжу полюванням на 50 % швидше. Командний бонус: вершники-розвідники мають більший радіус огляду.                                                                                               | Мавзолей Чингісхана     |

### Будівлі
Будівлі в The Age of Kings розділені на економічні і військові. Економічні пропонують технології і модернізації, які підвищують економічну, військову або ефективність, а також надають ресурси гравцю. Найважливішою економічною будівлею є міський центр, де наймаються жителі, зберігаються всі види ресурсів, вивчаються деякі технології, і гравець може перейти до наступної історичної доби. Міський центр може стріляти стрілами по ворожих юнітах, якщо ті опиняться поруч. Інші доступні економічні будівлі включають складські будівлі для ресурсів, ферми, доки й причали, і житла.
Військові будівлі включають казарми, стрільбище лучників, конюшні та замки, а також захисні споруди, такі як стіни і башти. Військові будівлі пропонують дослідження для поліпшення здібностей військових юнітів, підвищення їх сили, захисних можливостей або інших атрибутів. Замки є ключовою наступальною і оборонною будівлею, оскільки вони можуть створювати требушети, унікальних юнітів нації, також атакувати навколишніх ворогів стрілами. Замки можуть бути побудовані тільки після того, як гравець досяг Доби фортець.

### Юніти
У кожного гравця є обмеження на кількість юнітів, якими він може володіти — ліміт населення. Він може обмежуватися в рамках від 75 до 200 з інтервалом у 25, залежно на кількості будинків, замків або міських центрів. Age of Kings представила дві важливі нові функції для управління юнітами: кнопку «незайняті селяни» (idle villagers), яка дозволяє швидко перемкнутися на керування незайнятого працею робітника, і «міський дзвін», який спрямовує всіх робітників до міського центру, замку або вежі для безпеки. Гарнізон в цих трьох видах споруд, особливо лучники, збільшують вогневу міць будівлі, включаючи й міський центр, який не може стріляти, якщо в його гарнізоні ніхто не перебуває.
Всі юніти володіють основними параметрами: запасом здоров'я, атакою і бронею. В The Age of Kings існує п'ять типів військ за спеціалізацією: піхота, лучники, кавалерія, облогова зброя і флот. У них існує два види атак: рукопашна (включає атаки зброєю на кшталт мечів, сокир, таранів) і пронизуюча (атаки стрілами, кулями). Кожен вид військ має атаку одного з цих типів і відповідну вразливість. Наприклад, піхотинці володіють рукопашною атакою, але вразливі до пронизуючої. В той же час існують винятки. Так, метальники сокир хоча атакують на відстані, завдають рукопашної атаки. А кораблі володіють атаками обох видів.
Кожна цивілізація в The Age of Kings має одного або двох спеціальних юнітів, які є винятковими для цієї нації. Наприклад, у британців є доступ до довгих луків (їхні лучники можуть стріляти на більшу відстань, ніж стандартні). Ці специфічні юніти, як правило, потужніші, але все ж слідують за базовою моделлю «камінь-ножиці-папір». А монах має здатність перетворювати ворожих юнітів на союзників і зцілювати союзницькі підрозділи. Ченці також використовуються для збору реліквій; чим більше реліквій ними захоплюється, тим швидше накопичується золото.

### Мультиплеєр
Age of Kings підтримує мультиплеєр через Інтернет або через локальну мережу (LAN). В одній грі можуть брати участь до восьми гравців, причому доступні всі режими гри. MSN Games підтримувала гру до тих пір, поки служба не була закрита 19 червня 2006 року.

## Сюжет
The Age of Kings містить п'ять великих кампаній: Вільяма Воллеса (кельти), Жанни д'Арк (франки), Саладіна (сарацини), Чингісхана (монголи) і Фрідріха Барбаросси (тевтони). Кампанії упорядковано послідовно за складністю, поступово знайомлячи гравця з ігровим процесом. Кампанія Вільяма Воллеса є найлегшою, а Барбаросси — найскладнішою. Кожна кампаня містить шість місій.

### Вільям Воллес
Компанія Вільяма Воллеса є навчальною кампанією, де показує гравцеві як переміщати юнітів, збирати й накопичувати ресурси, отримувати та зберігати реліквії, і перемагати ворога. Сюжет присвячено війні проти англійців під проводом Едуарда I Довгоногого в час Першої війни за незалежність Шотландії. Воллес збирає війська, з якими стикається з англійцями в битві на Стерлінзі (заснована на Битві на Стерлінзькому мості) та знищує їхні позиції. Він збирає реліквії та убезпечує їх від нападів англійців, після чого штурмує та знищує ворожий замок у Фолкерку (реальна битва під Фолкерком була програна ним, хоча і англійці зазнали великих втрат).

### Жанна д'Арк
Кампанія Жанни д'Арк присвячена знекровленим і деморалізованим французам під час Столітньої війни проти Англії. Сімнадцятирічна дівчина Жанна д'Арк має намір врятувати Францію, на її переконання, з волі Бога. Її доставляють до Шинона, звідки вона вирушає до Орлеана. Там її присутність в облозі Орлеана дає їй прізвисько «Орлеанська діва», і цим вона заслуговує довіру некоронованого Дофіна Карла VII, отримавши командування всією французькою армією. Дівчина знищує ворожі замки й міста, просуваючись до Парижа.
Проте, короновані радники Карла VII переконують короля не відправляти обіцяне підкріплення Жанні під час головної облоги Парижа. Жанна д'Арк захоплена бургундцями, проголошена англійцями як єретик і спалена на вогнищі.
Заключна місія кампанії, битва за Кастільйон, присвячена одному з найнадійніших лейтенантів Жанни, Гаєві Джосселіну (вигадана особа) який збирає величезну силу французьких військ і цілком знищує англійські і бургундські сили навколо і в Кастільйоні, здійснюючи помсту за Жанну.

### Саладін
Ця кампанія відбувається через кілька років після подій, які призвели до Першого Хрестового походу і захоплення Єрусалиму. Саладіну спочатку ставиться завдання захопити Єгипет і знищити там хрестоносців, щоб стати султаном Єгипту. Хрестоносець Рено де Шатільйон постійно порушував крихкий мир між хрестоносцями і сарацинами, викликаючи серйозну заклопотаність у Саладіна. Рейди хрестоносців в Червоному морі в кінцевому підсумку були придушені сарацинами. У битві при Хаттіні сарацини домагаються рішучої перемоги над об'єднаною силою тамплієрів, лицарів-госпітальєрів, Єрусалима і англійських хрестоносців, захоплюють та страчують Рено де Шатілона і отримують частину Животворного Хреста як важливу реліквію.
Сила хрестоносців тепер сильно зменшилась після битви біля Хаттіна, Саладін починає облогу Єрусалиму, щоб звільнити його від контролю хрестоносців. Однак сарацинам доводиться проявляти велику обережність, щоб не руйнувати монастирі в святому місті, а також повинні мати справу з таборами тамплієрів і госпітальєрів, які межують з містом. Облога завершується успішно, Свята Земля тепер знову під управлінням сарацинами. Держави хрестоносців Тверії, Тіра і Аскалона лишаються вільними, але згодом все одно були захоплені Саладіном.
Коли Папа Римський дізнається про поразку хрестоносців на Близькому Сході, він благословляє Третій хрестовий похід, погрожуючи захопити назад завоювання Саладіна. Останні місії присвячені обороні цитаделі від постійних нападів хрестоносців, насамперед короля Річарда I. Фінальним завданням є будівництво Великої мечеті Самарри, котра також є «Чудом» сарацинів у грі.

### Чингісхан
Чингісхан прагне об'єднанати розділені, постійно воюючі племен Монголії в могутню Монгольську імперію. Ранні місії кампанії концентруються на об'єднанні кількох степових племен і знищенні зрадника Кучлук-хана. Після цього Чингісхан задумується світове панування. Він вирушає в Китай, де знищує чотири міста, кожне з яких володіє особливою перевагою.
Наступні завоювання направлені на Хорезму і Руські князівства, якими керує Субедей. Старий Чингісхан помирає до того, як завоювання Європи закінчується. Його син Огатай обіцяє продовжити війну, монголи, використовуючи тільки кількісну перевагу, виступають проти Польщі, Богемії, а також кількох німецьких герцогів. В останній місії кампанії Чингісхана армія повинна дочекатися підкріплень Субудея і завоювати Угорщину.

### Барбаросса
Ця кампанія фокусується на розширенні Священної Римської імперії шляхом об'єднання ворогуючих німецьких герцогів під владою Фрідріха Барбаросса. В перших місіях кампанії той встановлює панування над центрально-європейськими державами Австрії, Саксонії, Баварії, Богемії, Бургундії, а також Швабії, зібравши їхні реліквії. Проти Барбаросси виступає Польща, а також його суперник Генріх Лев, яких він долає.
Коли Центральна Європа знаходиться під пануванням Імперії, Барбаросса звертає свою увагу на Італію, а саме Мілан і Папську державу. Виникнення Священної Римської імперії оскаржує влада Папи в Європі, тому Барбаросса захоплює собор Мілану та будує «Чудо», чим здобуває перемогу над Ломбардською лігою.
Третій хрестовий похід починається на Близькому Сході, і Барбаросса надає йому підтримку своєї Імперії. Але армія Священної Римської імперії занадто велика для того, щоб будь-який флот міг її перевезти, змушуючи Барбароссу провести свої війська через ворожий Константинополь і Анатолію. Під час цього маршу Барбаросса тоне під вагою обладунків в річковому потоці. Його армія з тілом імператора пробивається до Куполу Скелі в Єрусалимі, щоб виконати його заповіт (в реальності тіло не вдалося зберегти від псування і останки Барбаросси було поховано в різних місцях).

## Розробка
Ще до завершення розробки Age of Empires Ensemble Studios підписала контракт з Microsoft на її сиквел. Дія в The Age of Kings мала відбуватися у Середньовіччі, як логічне продовження Age of Empires. Команда дизайнерів усвідомлювала, що повинна повторити широку популярність першої гри, не роблячи їх дизайн надто схожим. Проте, вони спробували залучити величезну аудиторію гравців у Age of Empires. Команда розробників Age of Kings мала намір завершити гру протягом року, використовуючи код оригіналу і повторно використовуючи гральний рушій Genie. Після кількох місяців розробки вони виявили, що не зможуть завершити гру настільки якісною, як очікували на той час. Ensemble Studios повідомили Microsoft, що їм знадобиться ще рік, а замість цього випустять як компроміс Age of Empires: The Rise of Rome, розширення до Age of Empires, яке вийшло на Різдво 1998 року. Щоб досягти наміченого на наступний рік терміну, були використані додаткові програмісти, художники і дизайнери. Аби виправити дефекти алгоритму знаходження шляху юнітами команда повністю переробила систему рухів.
Оригінальна Age of Empires свого часу була піддана критиці за її штучний інтелект (ШІ). Оскільки оригінальний ШІ не «обманював» гравця, приписуючи собі додаткові ресурси або використовуючи механіки, які людина не могла використати, перемогти його було легше, ніж у багатьох інших іграх в реальному часі. Для The Age of Kings, Ensemble Studios спробували розробити потужнішу систему штучного інтелекту, яка не зазнавала компрометації шляхом обману. Ветеран індустрії Маріо Гримані очолив Ensemble Studios в створенні такої системи. Age of Kings отримала тригерну систему в редакторі сценаріїв. Тригери дозволяють відображати повідомлення або виконувати дії на основі заздалегідь заданих критеріїв або в час настання певних ситуацій. ШІ і тригерні системи регулярно взаємодіяли в однокористувацьких кампаніях.
Команда була менш успішною в рішенні інших питань; програміст Метт Прічард скаржився після випуску Age of Empires, що до тих пір не було процесу, за яким можуть бути випущені виправлення. Широке застосування чит-кодів гравцями в мультиплеєрі Age of Empires стало можливим через декілька помилок в грі. В результаті Microsoft пообіцяла Ensemble Studios, що займеться їх виправленням. Під час релізу гри в ній було кілька багів, які потребували негайної уваги, але патч виправлення ще не був готовий. Перший патч був випущений тільки 11 місяців по тому.
Ensemble Studios розробили нове зображення рельєфу для The Age of Kings з можливостями 3D-відтворення, які значно перевершували можливості Age of Empires. Прічард відзначив поліпшення художніх вмінь команди після їх роботи над двома минулими іграми, і відзначив, що «AoK демонструє поліпшення їхнього таланту». Проте, він скаржився на відсутність інструменту управління артактивами, в той час як інші відділи отримали нові інструменти й автоматизовані процедури для надання допомоги в розробці та тестуванні ігор.
Саундтрек для The Age of Kings був написаний Стівеном Ріппі, який з відтоді взяв на себе цю роль для всіх ігор серії Age of Empires. Музика для гри була розділена на дві категорії. Для музики «в грі» команда Ріппі взяла музичні елементи з різних культур і об'єднала їх для створення змішаного звуку. «Перед-ігрова» музика була розроблена, щоб бути унікальною для даної цивілізації. Кампанії, засновані на діях історичних постатей, мали «тему, яка, принаймні, пов'язана з культурою [постаті]».
Демо-версія The Age of Kings була випущена 16 жовтня 1999 року. Вона показувала навчальну кампанію, зразок випадкової карти та можливість грати в MSN Gaming Zone. Великим розчаруванням для Ensemble Studios були численні незавершені версії гри, які просочилися під час розробки в Інтернет. Вони були зібрані на варез сайтах і незаконно продані по всьому Тихоокеанському регіону; різні версії гри були навіть продані за межами офісів Microsoft в Південній Кореї.

### Рімейк
У 2012 році Hidden Path Entertainment почала працювати над рімейком Age of Empires II, який очолив Метт Прітчард, оригінальний програміст Ensemble. 7 березня 2013 року було випущено її реліз під брендом Age of Empires II: HD Edition. Він поліпшив графіку, широкоекранну підтримку і нові розраховані на багато користувачів опції через Steam. Воно було випущене 9 квітня 2013 року, і 5 квітня було підготовлене попереднє замовлення.
21 серпня 2017 року на Gamescom Microsoft анонсувала ремастер під назвою Age of Empires II: Definitive Edition.

## Українська локалізація
Існує неофіційна українська локалізація на Age of Empires II. Її розробила Ua Loc Team.

## Оцінка критиками
| Агрегатор  | Оцінка |
| ---------- | ------ |
| Metacritic | 92/100 |

| Видання                  | Оцінка |
| ------------------------ | ------ |
| AllGame                  | [ 20 ] |
| Computer and Video Games | 9.0/10 |
| Edge                     | 8/10   |
| Eurogamer                | 9/10   |
| GamePro                  | [ 24 ] |
| GameRevolution           | A–     |
| GameSpot                 | 9.1/10 |
| GameSpy                  | 89/100 |
| IGN                      | 8.8/10 |
| PC Zone                  | 9.0/10 |

За словами Джеффа Річардса із сайту Eurogamer, «список нових функцій і поліпшень в порівнянні з оригінальною грою перевищує всі очікування». Огляд GamePro зосередився на «нових доповненнях до самого жанру», які, на його думку, зробили The Age of Kings видатною грою. До них належать кнопка бездіяльних робітників і міський дзвінок. Карлос Сальгадо з GameSpy оцінив інші функції; він похвалив здатність створювати індивідуальні профілі для різних гравців і налаштовувати гарячі клавіші. Тим часом, сайт IGN оцінив нові можливості, які з'явились в поселенців, — «тепер жителі відіграють важливу роль не тільки в зборі ресурсів, але також в обороні міста і навіть в бою».
Майкл Л. Хаус з AllGame схвалив використанням реплік рідними мовами націй, які, за його словами, «дуже впливали на атмосферу гри». Eurogamer відзначалося, що ця особливість «дає [поселенцям] особистість, а не стандартне „рохкання“ військових RTS», а також заявлялося, що зображення жінок-поселенок забезпечило гарне різноманіття. В огляді Game Revolution пояснювалося, що, відбуваючись в пізнішу епоху людської історії, Age of Kings змогла «додати характеру до нудного ігрового процесу». Computer and Video Games схвалили використання в The Age of Kings коротших і цілеспрямованіших кампаній в порівнянні з попередницею, в той час як Game Revolution зазначили, що навіть в повільніших главах кампанії історична розповідь допомагає підтримати інтерес гравців. GameSpot сказали, що з повним екраном юнітів, ви можете уявити, яким був їх історичний еквівалент, в той час як GameSpy заявили, що Age of Kings представляє «реалізм, який рідко зустрічається в жанрі RTS». Співробітники IGN стверджували, що хоча сильні і слабкі сторони, приписувані різним цивілізаціям, зробили гру реалістичнішою, той факт, що вони все ще були переважно однаковими, не дозволяв Age of Kings «чинити такий же вплив як StarCraft або Tiberian Sun».
House також високо оцінили інтерфейс гри, який за їх словами, «просто не може бути простішим», а також передові системи групування юнітів і пошуку шляху. Неш Вернер з GamePro сказав, що інструменти формування груп були чудовими і скаржився тільки на те, що вони не можуть бути призначені військово-морським підрозділам. Computer and Video Games в цілому погодилися з ним, заявивши, що «елементи управління дуже зручні для користувача і добре пояснені». Грег Касавін від GameSpot писав, що попри покращену графіку гри, «немає нічого незвичайного в її образі», і більшість функцій гри «відразу можна впізнати, якщо ви до цього грали в стратегічну гру». PC Zone погодилася, але в негативному сенсі — вони стверджували, що The Age of Kings «по суті є оновленням дворічної гри».
Тим не менш, AllGame скаржилися на те, що юнітів іноді важко відрізнити один від одного, з цією точкою зору погодились численні рецензенти. Сайт також назвав звуки The Age of Kings негативним і не приємними, але не настільки значним мінусом, щоб відвернути гравців від загальної якості гри. IGN заявили, що катсцени були дещо розмитими, але в цілому графіка додала «приголомшливу кількість деталей до гри». Основна критика IGN була акцентована мовою в кампанії; риторично запитувалося: «Чому вони не можуть просто знайти француза, щоб зробити французький акцент?» Алекс Константідіс з Computer and Video Games високо оцінив графіку, заявивши, що деякі ігрові будівлі «настільки чудові, що ви навіть відчувайте себе винним у тому, щоб спалити їх до тла». Вернер погодився; «Найпомітнішим графічним досягненням», писав він, були «явний розмір і масштаби речей». Game Revolution заявила: «AOE2 — це найкращий приклад 2D-ігор RTS на цей час».
У січні 2000 року, через три місяці після випуску гри, Microsoft оголосила, що продала 2 млн копій The Age of Kings. Гра перебувала в топі продажів у США, Японії, Великої Британії, Німеччині, Франції, Австралії та Південній Кореї. Age of Kings наступні два з половиною роки провела в топ 20 списків продажів. Age of Kings стала найпродаванішою грою в жовтні 1999 року і четвертою найпродаванішою грою в 1999 році. Вона отримала «Платинову» премію від Асоціації видавців програмного забезпечення для розваг і відпочинку (ELSPA), в якій вказані продажі у Великій Британії щонайменше 300 000 копій.
Age of Kings виграла нагороду GameSpot «Стратегічна гра року 1999» і була номінантом на «Гру року». GamePower також назвав її «Стратегічною грою року», в той час як PC Gamer і Computer Gaming World нагородили званням «Вибір редакції». Редактори PC Gamer US назвали Age of Kings «Кращою стратегічної грою в реальному часі» в 1999 році й написали, що вона "бере все, що ми знаємо в жанрі стратегії в реальному часі, і дороблює й дороблює його, а потім дороблює ще трохи. "Age of Kings виграла в номінаціях «Стратегія року» і «Комп'ютерна гра року» на церемонії вручення нагород в Академії інтерактивних мистецтв і наук у 2000 році. Вона також була номінована на «Гру року» в таких номінаціях, як «Видатні досягнення в анімації», «Видатні досягнення в ігровому дизайні» і «Видатні досягнення в ігровому процесі». IGN поставив The Age of Kings на 53-є місце в Топ кращих ігор всіх часів в 2005 році, і на 10-е в Топ 10 кращих ігор на ПК за весь час у 2007 році. Користувачі GameFAQs поставили її на 56 місце в опитуванні найкращих ігор.
Age of Kings сильно вплинула жанр стратегії. Star Wars: Galactic Battlegrounds, гра 2001 року LucasArts, взяла ігровий рушій Age of Kings і мала схожу ігрову механіку. Дизайн Empire Earth також був схожий на дизайн The Age of Kings; GameSpot сказав, що вона «запозичує більшість елементів управління цією гри, функції інтерфейсу і навіть деякі з гарячих клавіш». Рік Гудман, дизайнер Age of Empires і The Rise of Rome, працював над розробкою Empire Earth. Скотт Осборн з GameSpot стверджував, що геймплей Cossacks: European Wars був значною мірою оснований на Age of Kings.

### HD Edition
Age of Empires II: HD Edition отримала змішані відгуки, набравши оцінку 68 з 100 на агрегаторі Metacritic, на основі відгуків від 20 критиків. Критики погодилися з тим, що версія HD Edition дуже мало змінилася порівняно з оригінальною грою. Даніель Старкі з Destructoid додав, що небажання змінювати ігрові функції заохочує «набагато агресивніший і нав'язливіший стиль гри». Він підкреслив той факт, що багато проблем, пов'язаних зі спробою запустити оригінальну гру на сучасному комп'ютері, зникли, і назвав її сумісність зі Steam Workshop «дивним бонусом».
Пол Дін з Eurogamer був менш поблажливим; хоча він погодився з тим, що сумісність з Workshop є хорошим доповненням і похвалив гравців в онлайн-співтоваристві як «як спокійних і доброзичливих», він говорив, що гра повинна була бути оновлена більше, посилаючись на «нудну кампанію» і погану стару ігрову механіку: «Це просто не вельми добре, і ці недоліки очевидніші, ніж будь-коли раніше». Підкресливши свою критику в зв'язку з відсутністю значних змін в грі, він назвав її «запліснявілою капсулою часу, яка, найімовірніше, спотворить ваші спогади про оригінал».

## Розширення і сиквели

### Age of Empires II: The Conquerors
Розширення для The Age of Kings, The Conquerors, було випущено в 2000 році. Воно надає нові ігрові функції, включаючи унікальні технології для кожної нації й п'ять нових націй. Дві з них, ацтеки та мая, які представляють Новий Світ, мають новий архітектурний стиль. Інші нові цивілізації — іспанці, гуни та корейці.

### Age of Empires II HD: The Forgotten
У серпні 2013 року було анонсовано пакет розширення Age of Empires II HD під назвою The Forgotten. Він оснований на користувацькому розширенні The Forgotten Empires. The Forgotten Empires представляє п'ять нових цивілізацій: італійці, індуси, слов'яни, угорці й інки. Він включає нові карти, кампанії і юнітів, новий ігровий режим і численні налаштування балансу та ігрового процесу.

### Age of Empires II HD: The African Kingdoms
Другий пакет оновлень для Age of Empires II HD був анонсований 9 квітня 2015 року та випущений 5 листопада. Африканські королівства представляють чотири нові цивілізації: бербери, ефіопи, малійці та португальці. Доповнення включає нові карти, кампанії (Сундджата, Франсішку де Алмейда, Юдіт і Тарік ібн Зіяд), також юнітів, новий ігровий режим і коригування ігрового процесу.
Тарік ібн Зіяд
711 рік, Тарік ібн Зіяд з Омеядського халіфату веде мавританське вторгнення в Іберію, зіткнувшись з королем вестготів Родеріхом в битві при Гвадалете він знищує замок в Кордові.У 712 році він переходить до захоплення міста Толедо і звідти робить напад з підкріпленням від Муси ібн Нусайр в навколишні міста Талавера, Гвадалахара, Мериди і Севільї. 713 рік, Тарік вирішує розділити свої сили з Мусою і боротися з опором Пелайо, він руйнує замок в Сарагосі, а Муса руйнує замок в Нарбонні, зміцнюючи завоювання Септіманії і долини Ебро. Тарік і Муса за наказом халіфа змушені повернутися додому в Дамаск. В 732 Омеяди об'єднуються під керівництвом Абдур-Рахман ібн Абдалаха, намагаючись помститися франкам, які десять років тому перемогли в Тулузі. Абдур-Рахман ібн Абдалах веде війська через Піренеї. Через місяць після цього Абдур-Рахман ібн Абдалах просувається в Аквітанію, щоб залагодити свій рахунок з Одо Великим. З великою кількістю раджів він захоплює Бордо, завойовуючи місто і залишаючи Омеяда готовими вторгнутися в іншу частину Європи.
Сундджата
Сундджата починає кампанію, втікаючи з міста Ніані, яке в облозі воєначальника Сумангуру. Він блукає по пустелі, знаходячи прихильників на цьому шляху і, врешті-решт, закінчує розміщення в Кангабе, звідки він веде свої сили знищувати передову базу розвідників Сосса. Потім він намагається підірвати силу Сумангуру зі своїми союзниками, Табоно і Вагаду, взявши священні реліквії на своїх ворогів Нігер, Сангаран, Лабе, змусивши ці міста підкоритися його правлінню. Потім він забирає важливий ресурс у Сумангуру, грабуючи золото з міста Дженне; після цього він бере на себе річку Нігер і знищує всі військові табори Сумангуру в регіоні, здобуваючи вірність колишніх васалів Сумангуру Факола і Мема. Сундджата, нападає на ворожу базу в Кумбі Салеха, вбиваючи Сумангуру, раз і назавжди встановлюючи свій суверенітет над малійською імперією.
Франсішку де Алмейда
Кампанія починається в 1476 році, коли Франциско очолює португальські війська під керівництвом принца Жуана II до перемоги в битві при Торо, знищуючи арагонські військові табори і захоплюючи кардинала Мендоса і герцога Альба. Потім він запускає рейди на прихильників королеви Ізабелли I. Кінець битви виглядає не визначиним, але король Афонсу отримує від Іспанії запевнення, що африканське узбережжя і східні води є португальськими. Тринадцять років по тому, в 1489 році, Франсиско служить тепер королю Хуану в місії по консолідації португальського контролю над Танжером на форпості острови в річці Луккос на чолі з Афонсу де Альбукеркі, що захищає район від берберських піратів. Пізніше він призначається Мануелем I віце-королем португальської Індії і вирушає на нову посаду. Він грабує узбережжя Свахілі на своєму шляху, руйнуючи вщент Момбасу. Потім він засновує португальську Індію в Каннаноре і Кочі та протистоїть заморіну з Каликута, який має намір підірвати португальське панування Індії і який підкорив лояльність Колатірі Раджа золотом; Франциско грабує Малабарське узбережжя. Потім він переїжджає на узбережжя в Гуджараті. Афонсу де Альбукерке вирушає королем Мануелем, щоб звільнити Франциско від його посади і відправити його в Португалію, щоб звинуватити в неправомірних діях в Індії. Франциско чує звістку про смерть свого сина від рук єгипетського флоту на чолі з Аміром Хусейном і відмовляється повернутися, поки він не мстить за смерть свого сина. Він перетворює Афонсу де Альбукерке на свою сторону і потім мстить своїм ворогам в битві при Діу в 1509 році, включаючи єгипетських мамлюків і османів. Після закінчення, він відпливає до Португалії. Там його вбивають воїни хойку в Південній Африці під час набирання води.
Юдіт
Ця кампанія починається з того, що Юдіт намагається втекти від свого племінника Гідаджана, який звинуватив її в крадіжці. Після втечі вона шукає допомоги в сирійського принца Занобіса. Вона одружується з ним і робить кілька справ, щоб підвищити свою репутацію, маючи справу з племенами Беджа, Нобатія і з Ікшідамі. Пізніше вона керує захистом проходу Дарджінди від армії Дагнаджана, царя Аксума і його союзників. Бегемдер, також має справу з алодіанцями і православними ченцями, вбиваючи короля, перш ніж він перейде через гірський перевал. Після цього вона вступає в бій за Гідаджан і бере під контроль кілька стел в регіоні, що оточують місто Массауа, перш ніж взяти саме місто. Вона переслідує свого племінника до Аксум і руйнує його палац.

### Age of Empires II HD: Rise of the Rajas
Кампанія Rise of the Rajas була випущена 19 грудня 2016 року. Дія відбувається в Південно-Східній Азії і додає чотири нації (бірманську, малайську, кхмерську і в'єтнамську, кожна з яких має свою власну кампанію з повним озвученням на рідних мовах: Баїннаун, Сурьяварман I, Гаджа Мада і Ле Лой), а також новий тип карти з рельєфом, юнітами, поліпшеним ШІ.
Гаджа Мада 
Кампанія починається з місії, що пояснює походження Імперії Меджепегіта, в якій Раден Віджая приводить малайців до перемоги проти монголів, Сінгасарі і Кедірі. Потім Гаджі Мада з'являється в сцені, де йому потрібно врятувати короля Джаянегару з міста Тровулан, яке оточений повстанцями. Однак Джаянегара безпутний і незабаром убитий. Його сестра Трибхувана приймає владу і призначає Гаджі Маду своїм прем'єр-міністром. Потім Гаджі Мада присягається у своїй знаменитій клятві, об'єднати Нусантару. Обіцяє не їсти ніяких продуктів, що містять спеції, до тих пір, поки весь індонезійський архіпелаг не буде об'єднаний. Імперія Меджепегіта розширює поселення на острови Балі, Сулавесі і Борнео і має конфлікти з Сунде, Дхамашрайей і Тумасіком. Після цих подій регент королеви відмовляється дозволити її тепер зрілому сину, Хаяма Вурука, зійти на трон, і Імперії Меджепегіта розшириться на схід, знищивши Доки Макассар, Кутаючи і Лувуа. Єдина група, яка залишається, є Зунда. Гаджі Мада маніпулюючи ними організовує шлюб між його королем і принцесою Сунде і таким чином заганяє їх в пастку. У той час як Сунда вважає, що шлюб призведе до союзу, Гаджі Мада написав в договорі, що через шлюб Сунда підкориться уряду Меджепегіта, без відома Хаяма Вурука. Результатом є різанина в Пасунда Бубата, в якій всі принци Сунда вбиті, а наречена Хаяма Вюрука здійснює самогубство через горе. Після цих подій Гаджа Маду викликають до короля і відправляють у заслання.
Ле Лой
Ле Лой є лідером повстання проти імперії Мін. Кампанія починається в 1418 році, де Ле Лой веде партизанську групу, знищувати всі вежі Мін у в'єтнамських селах, за допомогою сімейств Чінь і Нгуєн. Пізніше він захищає форт в Чи-Ліні за допомогою Ле Лай, який маскував себе як Ле Лой і веде самогубний лобовий напад на ворога, віддаючи своє життя, щоб Ле Лой і його війська могли піти, як тільки вони зруйнували вежі на сході. Ле Лой потім просувається до Ханоя. Йому вдається захопити місто. Згодом він прямує до столиці Мін, Нгеан, але дорогою зустрічає фортецею, гарнізованну Кам Банхом, васалом китайців. Китайці відправляють свого ветеран-генерала Ван Тонга, щоб звільнити фортецю з облоги, але він приходить занадто пізно, щоб зупинити Ле Лоя. Ле Лой пізніше розбиває свої сили на три групи: Дінь Де, щоб очолити кавалерію на Ханой і утримувати Ван Тонга в облозі, Ле Тріен, щоб переміститися на північ і перехопити китайські підкріплення під Лю Шен, а також Луу Нхан Чу і Буї Бі до Нгеану. Цей потрійний план відмінно працює, спонукаючи Мін прийняти мирну угоду. Однак місцеві в'єтнамські васали Мін не погоджуються з цим, що остаточно псує відносини з Ван Тонгом. Мир, нарешті, укладений, і Дай-Єт дозволяється існувати як окрема держава, але яка все ще має платити данину династії Мін.